# Shannon Walker
Shannon Baker Walker (* 4. Juni 1965 in Houston, Texas, USA) ist eine Astronautin der US-amerikanischen Raumfahrtbehörde NASA.

## Werdegang
Walker beendete 1983 die Westbury Senior High School in Houston (Texas). An der Rice University in Houston erhielt sie 1987 einen Bachelor in Physik. 1992 erwarb sie dort einen Master und beendete im nächsten Jahr ihr Studium mit einem Doktor in Weltraumphysik.
Ab 1987 arbeitete Walker als Flugkontrolleurin der Robotertechnik für die US-Raumfähre für die Rockwell Space Operations Company am Johnson Space Center (JSC) in Houston. Im Mission Control Center war sie für mehrere Space-Shuttle-Missionen als Flugkontrolleurin tätig. 1990 ließ sich Walker von Rockwell für drei Jahre beurlauben, um ihr Studium fortzusetzen.
1995 kam Walker zur NASA und arbeitete am JSC für das ISS-Programm. Sie war dort für die Integration der Robotertechnik, sowie der Abstimmung mit den internationalen Partnern der ISS zuständig. 1998 wurde sie Leiterin einer Gruppe im ISS Mission Evaluation Room zur Sofortlösung von Problemen. Zu ihren Aufgaben dort gehörte die Unterstützung der Flugkontrolleure sowie die Lösung von Hard- und Softwareproblemen auf der ISS.
Im Rahmen des ISS-Programms arbeitete sie im Jahr 1999 in Moskau zusammen mit der russischen Raumfahrtagentur Roskosmos und deren Zulieferern. Ein Jahr später kam sie zurück nach Houston und übernahm die technische Leitung des ISS Mission Evaluation Rooms.

## Astronautentätigkeit
Walker wurde im Mai 2004 als Astronautenanwärterin ausgewählt. Die Grundausbildung war 2006 abgeschlossen. Anschließend bereitete sie sich auf einen Aufenthalt an Bord der ISS vor. Für den Raumflug von Sojus TMA-16 war sie in der Ersatzmannschaft. Bei den ISS-Expeditionen 24 und 25, die von Juni bis November 2010 dauerten, war sie Bordingenieurin. Der Start mit dem Raumschiff Sojus TMA-19 erfolgte am 15. Juni 2010, die Landung am 26. November 2010.
Vom 20. bis zum 26. Oktober 2011 nahm sie als Aquanauten-Kommandantin gemeinsam mit Takuya Ōnishi (JAXA), David Saint-Jacques (CSA) und Steve Squyres (Cornell University, University of North Carolina, Wilmington) an der NASA-Unterseemission NEEMO-15 teil.
Walker war auch als zweite Bordingenieurin Mitglied der Ersatzmannschaft für den Flug Sojus MS-06, das heißt, sie wäre im September 2017 als Teilnehmerin der Expeditionen 53 und 54 zur ISS geflogen, wenn Joseph Acaba ausgefallen wäre.
Am 19. März 2020 wurde sie als viertes Crewmitglied für den Flug einer Dragon-2-Kapsel bei der Mission SpaceX Crew-1 nachnominiert. Die Mission startete am 16. November 2020 und erreichte die ISS am Folgetag. Shannon Walker und die drei weiteren Crewmitglieder komplettierten damit die ISS-Expedition 64. Die Rückkehr zur Erde erfolgte am 2. Mai 2021.

## Privates
Walker ist seit dem 15. April 2005 mit dem Astronauten Andy Thomas verheiratet.